# Codi Civil francès

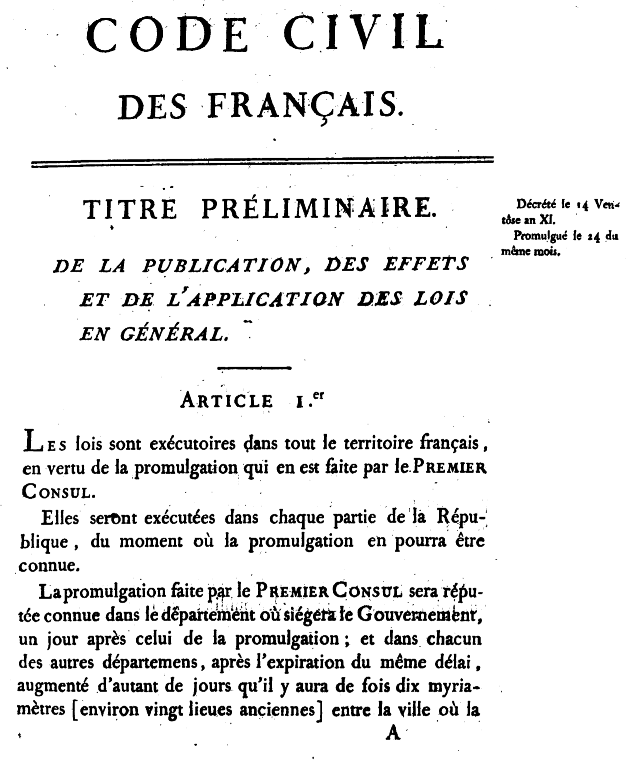
Primera pàgina de l'edició original del Codi Civil francès de 1804

El Codi Civil francès (o Codi de Napoleó o Codi Napoleònic) és un dels més coneguts codis civils del món. Fou creat per una comissió a la qual li va ser encomanada la recopilació de la tradició jurídica francesa, va donar com a resultat la promulgació del "Code civil des Français" el 21 de març de 1804, durant el govern de Napoleó Bonaparte.

## Origen
A l'assumir el Primer Consolat, Napoleó es va proposar com meta, dintre del procés de la Revolució Francesa, refondre en un sol text legal el cúmul de la tradició jurídica francesa, per a així acabar amb l'estructura jurídica del l'Antic Règim. Aquesta estructura es trobava sostinguda en dos eixos. Primer, tenia per base el tradicional dret francogermà del nord, amb influències germàniques tant dels principats alemanys com dels Països Baixos. En segon lloc, la tradició romanista basada en el Corpus Iuris Civilis, encara que modificada pels comentaristes medievals, del sud de França. La comissió encarregada de la redacció del Codi va estar composta pel president del Tribunal de Cassació Tronchet, el jutge de la mateixa cort Malleville, l'alt oficial administratiu Portalis i l'antic membre del Parlament de París Bigot de Préameneu, la comissió va estar sota la direcció de Cambacérès. En el termini de quatre mesos va presentar un esborrany que va ser enviat a la Cort Superior i la Cort de Cassació perquè presentessin les seves observacions. Finalment va ser revisat pel consell d'Estat, presidit per Napoleó, abans de ser enviat al parlament per a la seva aprovació. Malgrat que Bonaparte era només un soldat, la seva poderosa i impressionant personalitat va ajudar a superar els obstacles que van presentar les Corts i l'obstrucció de l'aparell burocràtic. La seva participació es va veure reduïda a petits però transcendentals aspectes (com el divorci i l'adopció) on van jugar els seus interessos personals. 
| «                                                        | Ma vraie gloire n'est pas d'avoir gagné quarante batailles; Waterloo effacera le souvenir de tant de victoires. Ce que rien n'effacera, ce qui vivra éternellement, c'est mon Code Civil (en francès). La meva veritable glòria no està a haver guanyat quaranta batalles; Waterloo eclipsarà el record de tantes victòries. El que no serà esborrat, el que viurà eternament és el meu Codi Civil (traducció). | » |
| — Napoleó Bonaparte durant la seva presó en Santa Helena | |   |

## Estructura del codi
El Codi de Napoleó s'estructura de la forma següent: 
- Títol Preliminar: De la publicació, dels efectes i de l'aplicació de les lleis en general (Articles 1 al 6).
- Llibre Primer: De les persones (Articles 7 al 515);
- Llibre Segon: Dels béns i de les diferents modificacions de la propietat (Articles 516 al 710); i
- Llibre Tercer: De les diferents maneres d'adquirir la propietat (Article 711 al 2302).